# Alexandra Palace
Alexandra Palace és un espai històric d'oci, cultura i entreteniment, situat a l'Alexandra Park, al nord de la ciutat de Londres, entre els districtes de Muswell Hill i Wood Green. Es va estrenar l'any 1873, i només poques setmanes després, va ser assolat per un incendi. Es va reobrir l'any 1875.
Va ser conegut inicialment com «el palau del poble» i més tard com «Ally Pally». El Gran Palau i el West Hall s'utilitzen normalment per a exposicions, concerts de música i conferències organitzats pel braç comercial de la fundació propietària de l'edifici i del parc. També hi ha un bar i una pista de gel.
A principi del segle xxi, es va iniciar un pla per convertir-lo en un complex comercial d'oci que inclogués un hotel, un casino, una pista de patinatge, un cinema, una pista de bitlles i un centre d'exposicions, que va comptar amb gran oposició del veïnat i que va ser bloquejat pel Tribunal Suprem, l'any 2007. Des de 2008, s'hi celebra la copa mundial de dards.
Alexandra Palace va ser catalogat el 1996 com immoble de grau II, a instàncies de la Hornsey Historical Society.